# Augustin Grisier
Œuvres principales
Les Armes et le Duel, Paris, Garnier frères, 1847, gr. in-8°.
Augustin-Edme-François Grisier, né le 26 novembre 1791 à Paris où il est mort le 14 mai 1865, est un maitre d’armes et auteur français.
Il est le père du journaliste et auteur dramatique Georges Grisier (1853-1909).

## Biographie

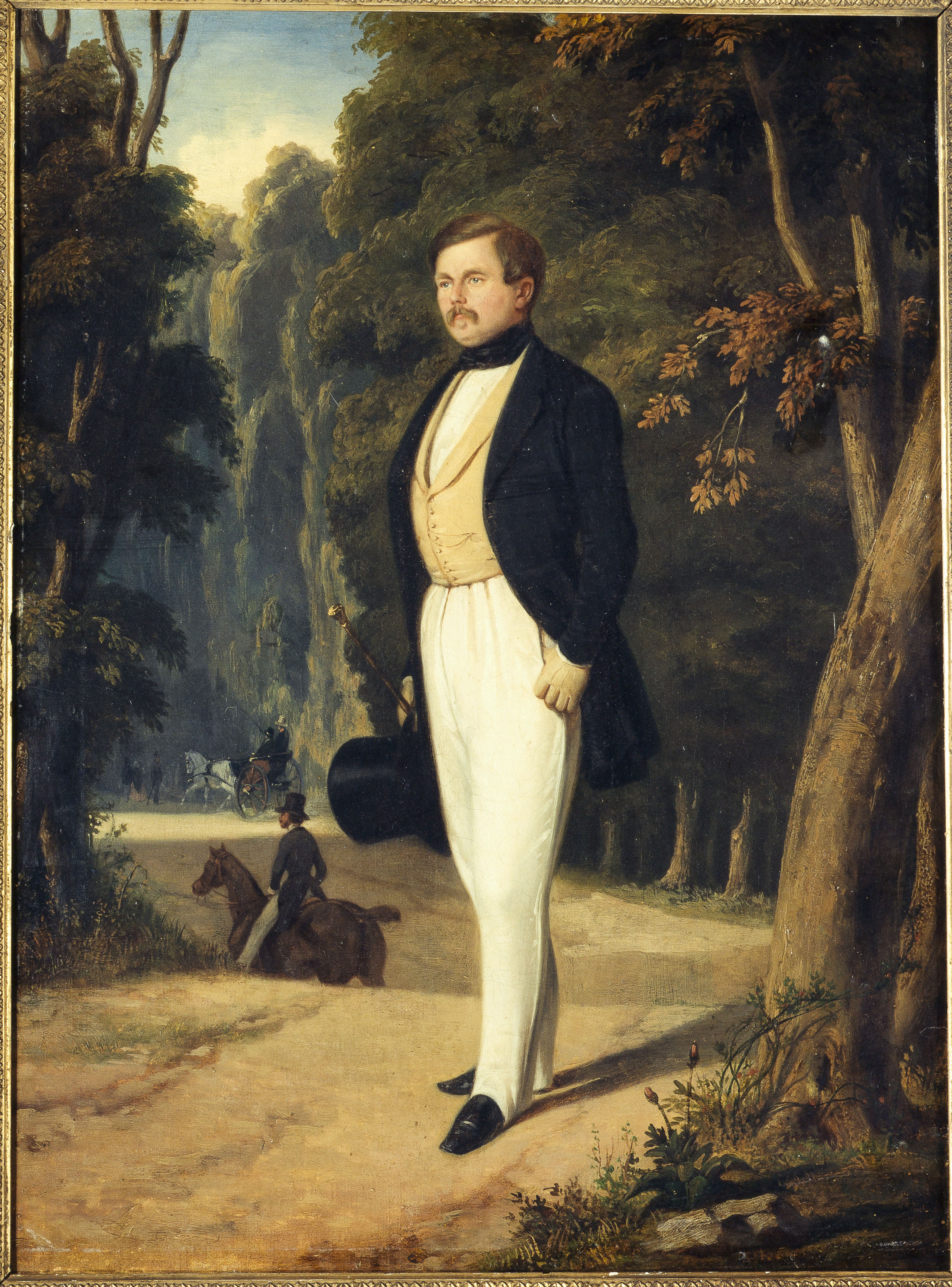
Portrait d'Augustin Grisier par Alfred de Dreux vers 1840, musée Carnavalet.

Fils de négociants, Grisier fut d’abord gantier. Fréquentant, le soir, la salle d’armes du célèbre maitre d’armes Menissier pour occuper ses loisirs, il ne tarda pas à révéler son adresse à l’escrime, et partit bientôt avec Bertrand pour faire son tour de France. Divers assauts qu’il soutint avec succès dans plusieurs villes, entre autres à Cambrai et, plus tard, à Bruxelles, commencèrent sa réputation ; ces coups d’épée firent du bruit. En 1815, il se distingua, au cours des Cent-Jours, aux avant-postes français.
Après avoir songé au théâtre, il se consacra tout entier à l’escrime et reçut ses dernières leçons du maitre Florence. En 1819, il parcourut les divers États de l’Europe et termina ses pérégrinations par un séjour de dix années à Saint-Pétersbourg et à Moscou. À Saint-Pétersbourg, il fut le premier à créer les assauts publics, notamment le duel singulier avec le czarowitz Constantin, qu’Alexandre Dumas a raconté dans le Maitre d’armes, sorte de mémoires de Grisier. Pendant son séjour en Russie, il fut attaché au corps impérial du génie, et habile nageur, il fut chargé de fonder une école de natation sur la Néva.
De retour à Paris, il fut nommé professeur des enfants de Louis-Philippe. En 1839, il ouvrit une salle d’armes célèbre où vinrent tout ce que le journalisme, les arts et les sciences de l’époque avaient de plus marquant, comme Casimir Perier, Pierre-Antoine Berryer, Armand Marrast, Eugène Sue, Horace Vernet, mais aussi le général Foy et qu’il ne cessa de diriger. La même année, il devint professeur au Conservatoire royal de musique, au collège Henri IV et, plus tard, à l’École polytechnique.
En 1847, il a publié les Armes et le Duel, ouvrage à la fois historique et didactique dédié à l’empereur Nicolas, dans lequel il s’élève de toutes ses forces contre l’absurdité du duel. Le plus pacifique des manieurs d’épée, il a écrit cette phrase « Dans une affaire, ce ne sont pas les épées et les pistolets qui tuent. ce sont les témoins » et une autre « On devrait demander un intervalle de trois jours entre la provocation et la rencontre. » « Acceptez toujours les excuses convenables et qui effacent l’injure, dit-il aux témoins. Employez et saisissez tous les moyens de conciliation. Cédez toujours aux conseils que l’humanité tend à suggérer. » La légende accompagnant la gravure de Lassalle ornant le frontispice de son ouvrage due à Émile Deschamps commence par ces mots : « Il a par ses leçons prévenu bien des larmes (…) ils vous instruit aux armes, Pour garder votre vie et non donner la mort. »
Titulaire de la médaille d’or et d’honneur de Suède, il avait été décoré de la Légion d’honneur en aout 1848.

## Publications
- Les Armes et le Duel, préface anecdotique par Alexandre Dumas, dessins par E. de Beaumont, Paris, Garnier frères, 1847, gr. in-8°.

## Sources
- Pierre Larousse, Grand dictionnaire universel du XIXe siècle : français, historique, géographique, mythologique, bibliographique… t. 8, Paris, Administration du grand Dictionnaire universel, 1866-1877, p. 1540.
- Gustave Vapereau, Dictionnaire universel des contemporains : contenant toutes les personnes notables de la France et des pays étrangers…, 2e éd., Paris L. Hachette, 1861, p. 784.